# Mandy Capristo
Mandy Grace Capristo (* 21. března 1990; Mannheim, Baden-Württemberg, Německo) je německá zpěvačka, skladatelka, tanečnice a modelka. Narodila se ve městě Mannheim, ve spolkovém státě Baden-Württemberg, ale vyrůstala ve městě Bürstadt, ve spolkovém státě Hessen. Poprvé se objevila na pěvecké a taneční soutěži v roce 2001, kdy vyhrála Kiddy Contest – pěvecká televizní reality show pro teenagery v Rakousku, s písní “Ich wünsche mir einen Bankomat”.
Mezi léty 2006–2011 se Mandy proslavila jako zakládající členka dívčí skupiny Monrose – výsledek 5. sezóny německé talentové televizní show Popstars. Před rozpadem skupiny v roce 2011, trio vydalo 4 studiová alba a 11 singlů.
Po rozpadu Monrose, Mandy zahájila svou sólovou kariéru jako zpěvačka. V roce 2011 spolupracovala se zpěvákem Peterem Maffayem na své Tabaluga hudební skladbě “Die Zeit hält nur in Träumen an”. Když nehrávala své debutové sólové album Grace (2012) účastnila 5. sezóny Let's Dance. Svůj debutový sólový singl "The Way I Like It" vydala v dubnu 2012.